# Le Settimane Musicali di Stresa
Le Settimane Musicali di Stresa sono nate nel 1961 per iniziativa di Italo Trentinaglia de Daverio, nobile avvocato veneziano, spinto ad occuparsi di musica non da interessi personali ma perché sempre vissuto a contatto con la musica: il padre Erardo era infatti organizzatore musicale, direttore generale del Teatro alla Scala a Milano, sovrintendente del Teatro La Fenice a Venezia e compositore.

## Storia
La famiglia Trentinaglia possedeva una villa a Stresa, dove convenivano spesso musicisti e autori, tra i quali Arturo Toscanini, Umberto Giordano e Gianandrea Gavazzeni, tutti attirati dalle bellezze naturali del lago Maggiore. Durante un soggiorno in questa villa, nell'autunno del 1961, l'avvocato Trentinaglia maturò l'idea di creare una manifestazione annuale, la quale potesse fare di Stresa la sede di uno di quei festival internazionali di musica classica, che rendevano famose alcune tra le più belle località d'Europa.

## Midsummer Jazz Concerts
Collegata alle Settimane Musicali, è la rassegna jazz dei Midsummer Jazz Concerts.